# Konzerthausorchester Berlin
Le Konzerthausorchester Berlin est un orchestre allemand fondé en 1952 à Berlin-Est sous le nom de Berliner Sinfonie-Orchester. L'orchestre a été rebaptisé en août 2006 du nom de sa résidence principale, le Konzerthaus.
Le Konzerthausorchester Berlin est l'un des neuf orchestres de Berlin, et l'un des principaux avec le Berliner Philharmoniker, la Staatskapelle Berlin, le Rundfunk-Sinfonieorchester Berlin et le Deutsches Symphonie-Orchester Berlin. Le Konzerthausorchester compte 13 000 abonnés et donne une centaine de concerts par an.

## Historique
Après la Seconde Guerre mondiale, la ville de Berlin est occupée par les Soviétiques dans sa partie Est. Avec la guerre froide qui s'annonce, le BSO est créé en 1952 pour tenir le rôle de grand orchestre que tenait traditionnellement le Berliner Philharmoniker, désormais basé à Berlin-Ouest. Le BSO joue d'abord dans différentes salles de la ville, l'Admiralspalast, le Staatsoper et le Komische Oper, puis plus régulièrement au Palast der Republik achevé en 1977 (les enregistrements discographiques sont eux réalisés dans la Christuskirche). L'orchestre acquiert une réputation grandissante à partir des années 1960 sous la direction de Kurt Sanderling, dont les enregistrements (Mahler, Chostakovitch, Sibelius) connaissent un grand succès y compris à l'ouest.
La reconstruction du Schauspielhaus (bâtiment construit de 1818 à 1821 par Karl Friedrich Schinkel sur le Gendarmenmarkt, et incendié pendant la guerre), offre à l'orchestre une nouvelle résidence. Le chef Claus Peter Flor effectue à la même époque plusieurs tournées dans les pays de l'ouest. Après la réunification, l'orchestre fusionne entièrement avec l'administration du Schauspielhaus, devenu Konzerthaus, et change de nom en 2006 pour devenir le Konzerthausorchester Berlin.
Avec Eliahu Inbal (2001–2006), l'orchestre a défendu avec vigueur, outre le répertoire romantique, les symphonies d'Anton Bruckner et de Gustav Mahler notamment. Le chef hongrois Iván Fischer a été nommé à la tête de la formation de 2012 à 2018

## Chef principal

Joana mallwitz 2023

- Hermann Hildebrandt (1952–1959)
- Kurt Sanderling (1960–1977)
- Günther Herbig (1977–1983)
- Claus Peter Flor (1984–1991)
- Michael Schønwandt (1992–1998)
- Eliahu Inbal (2001-2006)
- Lothar Zagrosek (2006-2011)
- Iván Fischer (2012–2018)
- Christoph Eschenbach (2019–2023)
- Joana Mallwitz (2023-)

## Créations
- Thierry Escaich : La Barque solaire, poème symphonique pour orgue et orchestre, création mondiale le 11 octobre 2008 au Konzerthaus de Berlin, par Thierry Escaich (orgue) et l’Orchestre du Konzerthaus sous la direction de Lothar Zagrosek.

## Discographie
Outre la Symphonie n° 5 d'Anton Bruckner par Günther Herbig, l'intégrale des symphonies de Jean Sibelius et une sélection de symphonies de Dmitri Chostakovitch par Kurt Sanderling dans une vision précise aux textures allégées, figurent aux sommets de la discographie.